# Miller Genuine Draft 200 1996
Miller Genuine Draft 200 1996 kördes den 2 juni på Milwaukee Mile och ingick i CART World Series samma säsong. Michael Andretti tog sin andra seger för säsongen, vilket gjorde att han avancerade till tredje plats i mästerskapet.

## Slutresultat
| Plats | Förare                | Team                     | Grid | Kvaltid |
| ----- | --------------------- | ------------------------ | ---- | ------- |
| 1     | Michael Andretti      | Newman/Haas Racing       | 5    | 20.797  |
| 2     | Al Unser Jr.          | Marlboro Team Penske     | 11   | 21.028  |
| 3     | Paul Tracy            | Marlboro Team Penske     | 1    | 20.448  |
| 4     | Emerson Fittipaldi    | Hogan Penske Racing      | 2    | 20.636  |
| 5     | Greg Moore            | Forsythe Racing          | 18   | 21.352  |
| 6     | Christian Fittipaldi  | Newman/Haas Racing       | 3    | 20.701  |
| 7     | Bobby Rahal           | Team Rahal               | 13   | 21.077  |
| 8     | André Ribeiro         | Tasman Motorsports       | 16   | 21.271  |
| 9     | Gil de Ferran         | Jim Hall Racing          | 6    | 20.828  |
| 10    | Jimmy Vasser          | Chip Ganassi Racing      | 14   | 21.091  |
| 11    | Adrián Fernández      | Tasman Motorsports       | 17   | 21.271  |
| 12    | Scott Pruett          | Patrick Racing           | 15   | 21.132  |
| 13    | Alex Zanardi          | Chip Ganassi Racing      | 7    | 20.867  |
| 14    | Bryan Herta           | Team Rahal               | 4    | 20.716  |
| 15    | Maurício Gugelmin     | PacWest Racing           | 12   | 21.059  |
| 16    | Parker Johnstone      | Comptech Racing          | 19   | 21.524  |
| 17    | Robby Gordon          | Walker Racing            | 10   | 20.990  |
| 18    | Jeff Krosnoff         | Arciero-Wells Racing     | 22   | 21.698  |
| 19    | Juan Manuel Fangio II | All American Racing      | 23   | 21.755  |
| 20    | Eddie Lawson          | Galles Racing            | 25   | 21.770  |
| 21    | Eliseo Salazar        | Dick Simon Racing        | 26   | 21.925  |
| 22    | Mark Blundell         | PacWest Racing           | 9    | 20.890  |
| 23    | Michel Jourdain Jr.   | Dick Simon Racing        | 24   | 21.757  |
| 24    | P.J. Jones            | All American Racing      | 27   | 22.403  |
| 25    | Roberto Moreno        | Payton/Coyne Racing      | 21   | 21.633  |
| 26    | Raul Boesel           | Brahma Sports Team       | 8    | 20.873  |
| 27    | Stefan Johansson      | Bettenhausen Motorsports | 20   | 21.578  |
| 28    | Hiro Matsushita       | Payton/Coyne Racing      | 28   | 22.496  |